# Billy Hassett
William Joseph "Billy" Hassett (Nueva York, Nueva York, 21 de octubre de 1921-Leonardo, Nueva Jersey, 18 de noviembre de 1992) fue un jugador de baloncesto estadounidense que disputó dos temporadas en la NBA, además de jugar previamente en la NBL. Con 1,80 metros de estatura, jugaba en la posición de base.

## Trayectoria deportiva

### Universidad
Comenzó su andadura universitaria en los Hoyas de la Universidad de Georgetown, donde promedió 6,0 puntos por partido en su primera temporada, pero tras la suspensión del programa de baloncesto por parte de la universidad, debido a la Segunda Guerra Mundial, se marchó a jugar con los Fighting Irish de la Universidad de Notre Dame, donde consiguió ser elegido en dos ocasiones All-America.

### Profesional
Comenzó jugando en los Tri-Cities Blackhawks de la NBL en 1946, fichando al año siguiente por los Chicago Gears de la efímera Professional Basketball League of America, en la que disputó 8 partidos en los que promedió 5,0 puntos por partido. Tras disolverse la liga volvió a los Blackhawks, que en 1949 se incorporarían a la BAA, siendo traspasado a los pocos meses a los Minneapolis Lakers,
En los Lakers actuó como suplente de Herm Schaefer, promediando 2,6 puntos y 1,6 asistencias, y logrando el anillo de campeón tras ganar en las Finales a los Syracuse Nationals.
Tras no renovar, en 1950 fichó como agente libre por los Baltimore Bullets, donde jugaría una última temporada como profesional, promediando 4,3 puntos y 1,5 asistencias por encuentro.

## Estadísticas de su carrera en la NBA

### Temporada regular
| Temporada | Edad | Equipo                | Liga | P  | TIT | MIN | TC  | TCA | %TC  | 3P | 3PA | %3P | TL  | TLA | %TL  | R.OF. | R.DEF. | REB | ASIS | ROB | TAP | PER | FP  | PTS |
| 1949-50   | 28   | TOTAL                 | NBA  | 60 |     |     | 1.4 | 5.0 | .278 |    |     |     | 1.7 | 2.7 | .646 |       |        |     | 2.3  |     |     |     | 2.3 | 4.5 |
| 1949-50   | 28   | Tri-Cities Blackhawks | NBA  | 18 |     |     | 2.6 | 8.7 | .293 |    |     |     | 3.8 | 5.2 | .734 |       |        |     | 3.8  |     |     |     | 3.0 | 8.9 |
| 1949-50   | 28   | Minneapolis Lakers    | NBA  | 42 |     |     | 0.9 | 3.5 | .262 |    |     |     | 0.8 | 1.6 | .522 |       |        |     | 1.6  |     |     |     | 2.0 | 2.6 |
| 1950-51   | 29   | Baltimore Bullets     | NBA  | 30 |     |     | 1.5 | 5.2 | .288 |    |     |     | 1.3 | 2.0 | .667 |       |        | 1.1 | 1.5  |     |     |     | 2.3 | 4.3 |
| Total     |      |                       | NBA  | 90 |     |     | 1.4 | 5.1 | .282 |    |     |     | 1.6 | 2.5 | .652 |       |        | 1.1 | 2.0  |     |     |     | 2.3 | 4.5 |

### Playoffs
| Temporada | Edad | Equipo             | Liga | P | MIN | TCA | TC | 3PA | 3P | TLA | TL | R.OF. | REB | ASIS | ROB | TAP | PER | FP | PTS | %TC  | %3P | %FT  | MIN | PTS | REB | AST |
| 1949-50   | 28   | Minneapolis Lakers | NBA  | 7 |     | 3   | 12 |     |    | 3   | 10 |       |     | 4    |     |     |     | 8  | 9   | .250 |     | .300 |     | 1.3 |     | 0.6 |
| Total     |      |                    | NBA  | 7 |     | 3   | 12 |     |    | 3   | 10 |       |     | 4    |     |     |     | 8  | 9   | .250 |     | .300 |     | 1.3 |     | 0.6 |